# Lung Kwu Chau
Lung Kwu Chau (kinesiska: 龙鼓洲, 龍鼓洲) är en ö i Hongkong (Kina). Den ligger i den västra delen av Hongkong. Arean är 0,52 kvadratkilometer.
Terrängen på Lung Kwu Chau är platt. Öns högsta punkt är 56 meter över havet. Den sträcker sig 1,4 kilometer i nord-sydlig riktning, och 0,9 kilometer i öst-västlig riktning.